# Història de Papua Nova Guinea

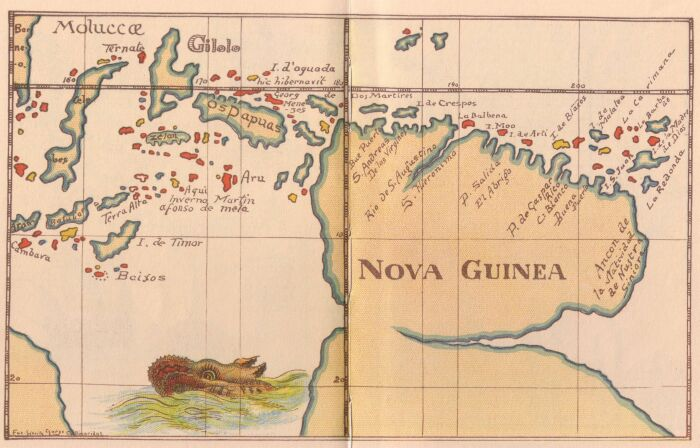
Nova Guinea: Mapa de 1600.

S'han trobat restes arqueològiques a Papua Nova Guinea que daten del 60.000 anys aC. Aquests primers habitants probablement provenien del sud-est d'Àsia i van establir una cultura primitiva basada en l'agricultura.
Tenim més dades fins que els europeus van arribar a aquestes illes el segle xix. Aquestes terres van rebre el seu nom en aquest segle: Papua prové d'una paraula malaia que descriu l'arrissat cabell propi dels melanesis. Nova Guinea va ser el nom que un descobridor espanyol, Yñigo Ortiz de Retez, va atorgar en virtut del record que li van produir de la població guineana a Àfrica.
La part nord del país va passar a ser alemanya a finals del segle xix, amb el nom de Nova Guinea Alemanya. A la Primera Guerra Mundial va ser ocupada per Austràlia, que administrava també la part sud, anomenada Papua, o Nova Guinea Britànica. Els dos territoris combinats es van denominar Territori de Papua i Nova Guinea, simplificat al final en Papua Nova Guinea.
La independència va ser obtinguda el 16 de setembre de 1975.
Des de 1988 una revolta independentista ha provocat 20.000 morts a l'illa de Bougainville, fins a la seva pacificació el 1997. L'acord definitiu de pau es va signar el 2001. L'actual Bougainville autònoma celebrarà eleccions per elegir el seu propi president.